# Iggy Azalea
Iggy Azalea (prononcé en anglais : [əˈzeɪliə]), de son vrai nom Amethyst Amelia Kelly, est une rappeuse et mannequin australienne née le 7 juin 1990 à Sydney.
À l'âge de 16 ans, elle quitte seule l'Australie pour les États-Unis, afin de poursuivre une carrière dans le hip-hop. Elle emménage d'abord à Miami, en Floride, puis dans d'autres grandes villes du sud américain tels Houston (Texas) et Atlanta (Géorgie). Elle gagne en notoriété grâce aux clips vidéos de ses titres Pu$$y, et Two Times, devenus viraux sur YouTube. En septembre 2011, elle fait paraître sa première mixtape, Ignorant Art. En mars 2012, le rappeur T.I. annonce la signature d'Azalea avec son label Grand Hustle.
Après quelques conflits avec le label, son premier album, The New Classic, était finalement commercialisé le 24 avril 2014, et distribué par Virgin EMI et Def Jam Recordings. L'album débute au top cinq des classements musicaux de nombreux pays, et est accueilli d'une manière mitigée par la presse spécialisée. Il est précédé de cinq singles: Work, Bounce, Change Your Life (avec T.I.), Fancy (en collaboration avec Charli XCX) et Black Widow (en duo avec la chanteuse Rita Ora).
Fancy atteint la première place du Billboard Hot 100, et catégorise Iggy Azalea comme la quatrième rappeuse solo à atteindre la première place du Hot 100.

## Biographie

### Enfance et débuts
Amethyst Amelia Kelly est née le 7 juin 1990 à Sydney, en Australie et a ensuite déménagé avec sa famille à Mullumbimby, en Nouvelle-Galles du Sud. Son père était un artiste peintre et auteur de bandes dessinées, et sa mère nettoyait les maisons de vacances et hôtels. Elle chante depuis l'âge de 14 ans, et quitte l'Australie à l'âge de 16 ans pour rejoindre la Floride, à Miami pour poursuivre sa carrière musicale,. Elle a dit à ses parents qu'elle allait « en vacances » avec un ami, mais a finalement décidé de rester aux États-Unis et leur a dit qu'elle ne reviendrait pas chez eux, elle a déclaré : « J'ai été attirée par l'Amérique parce que je me sentais comme un étranger dans mon propre pays... j'avais l'amour du hip-hop, et l'Amérique en est le berceau. »

### Arrivée aux États-Unis
À son arrivée aux États-Unis, elle reste à Miami, en Floride, puis brièvement à Houston, au Texas, Azalea s'installe pendant quelques années à Atlanta, en Géorgie, en collaboration avec l'un des membres de la Dungeon Family (en) appelé Backbone. Son nom de scène s'inspire du nom de son chien, Iggy, et de la rue où elle résidait, Azalea Street. Elle pense initialement ne pas faire carrière dans le rap car d'autres se moquent d'elle, mais elle réussit finalement à passer outre puis à percer dans le métier. À cette même période, elle fait la rencontre d'un membre du label Interscope Records qui l'encourage à emménager à Los Angeles, ce qu'elle fait durant l'été 2010. Elle est brièvement managée par Interscope,,.

### Premier album (2010–2011)
Le 27 septembre 2011, Azalea fait paraître son premier projet musical, une mixtape intitulée Ignorant Art. Sa chanson Pu$$y, est incluse dans la mixtape, en plus d'une apparition de YG, Joe Moses, Chevy Jones, et Problem. En novembre 2011, elle fait paraître son vidéoclip My World, réalisé par Alex/2tone. La vidéo présente brièvement le catcheur Tiny Lister, qui aide Azalea à se populariser. En décembre 2011, Azalea annonce la sortie prochaine de son premier album studio, intitulé The New Classic, aussitôt qu'elle conclura avec un label indépendant. Le 11 janvier 2012, Azalea fait paraître le clip vidéo de son titre The Last Song, troisième vidéo issue d'Ignorant Art. Dans une entrevue avec Billboard, le 27 janvier 2012, Azalea révèle son contrat avec Interscope Records, dans l'espoir de faire paraître The New Classic en juin, et un premier single en mars.

### Problème de label etGlory(2012–2013)

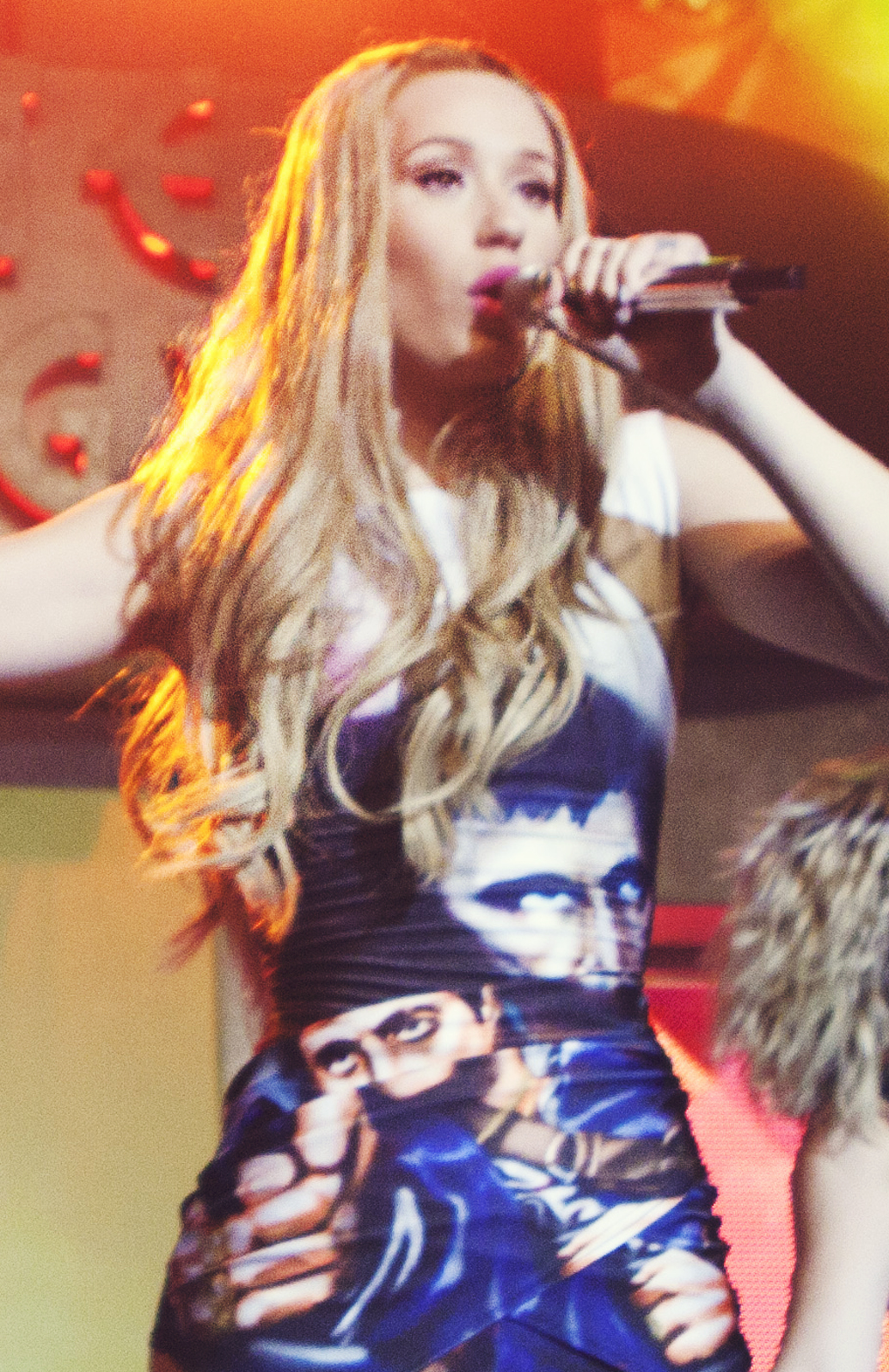
Iggy Azalea en 2014.

Iggy Azalea entre en contact avec le rappeur T.I., afin de mettre en œuvre son premier album. T.I. servirait de producteur exécutif pour The New Classic. Pendant ce temps, Azalea vise une date de sortie pour The New Classic en été : « Si tout se passe bien, mon album devrait être fini et paru avant la fin du mois. » Cependant, Interscope refusant de collaborer avec T.I., Azalea décide de signer au label indépendant Grand Hustle Records, jusqu'à la sortie de son premier album, dont la date est retardée. Début 2012, Azalea fait la couverture du magazine XXL, aux côtés des rappeurs French Montana, MGK, Danny Brown, Hopsin, et Roscoe Dash. Le 1er mars 2012, T.I. annonce sa signature avec Azalea au label Grand Hustle Records, avec les rappeurs Chip et Trae tha Truth,.
En avril 2012, Azalea annonce la sortie d'un extended play (EP) intitulé Glory, en mai. En mai 2012, T.I. révèle que Azalea tenterait de conclure un contrat avec d'autres labels qu'Interscope, et possiblement Def Jam. Azalea entre également en collaboration avec Steve Aoki et Angger Dimas pour le titre Beat Down, paru le 31 mai 2012. Le 24 juin 2012, Azalea fait paraître Millionaire Misfits, le second titre de son EP Glory ; le premier étant Murda Bizness. Le 21 juillet, le vidéo clip de Murda Buziness est mis en ligne. Glory parait le 30 juillet 2012, plutôt qu'en mai. Azalea fait également partie du Closer To My Dreams Tour de MTV en 2012, aux côtés de Tyga et Kirko Bangz. Le 28 septembre 2012, Azalea annonce une seconde mixtape le 11 octobre 2012. Intitulée TrapGold, la mixtape est entièrement produite par Diplo et FKi. Le 9 octobre 2012, Azalea fait sa première apparition à la télévision américaine, aux côtés de T.I., B.o.B et d'autres artistes signés à Grand Hustle, aux BET Hip Hop Awards 2012. Plus tard le même mois, elle participe à un autre mini-concert nord-américain avec l'auteur-interprète Rita Ora, au MTV Presents The ORA Tour. Azalea participe ensuite à une tournée européenne pour la promotion de TrapGold.

### The New Classic(2013-2016)

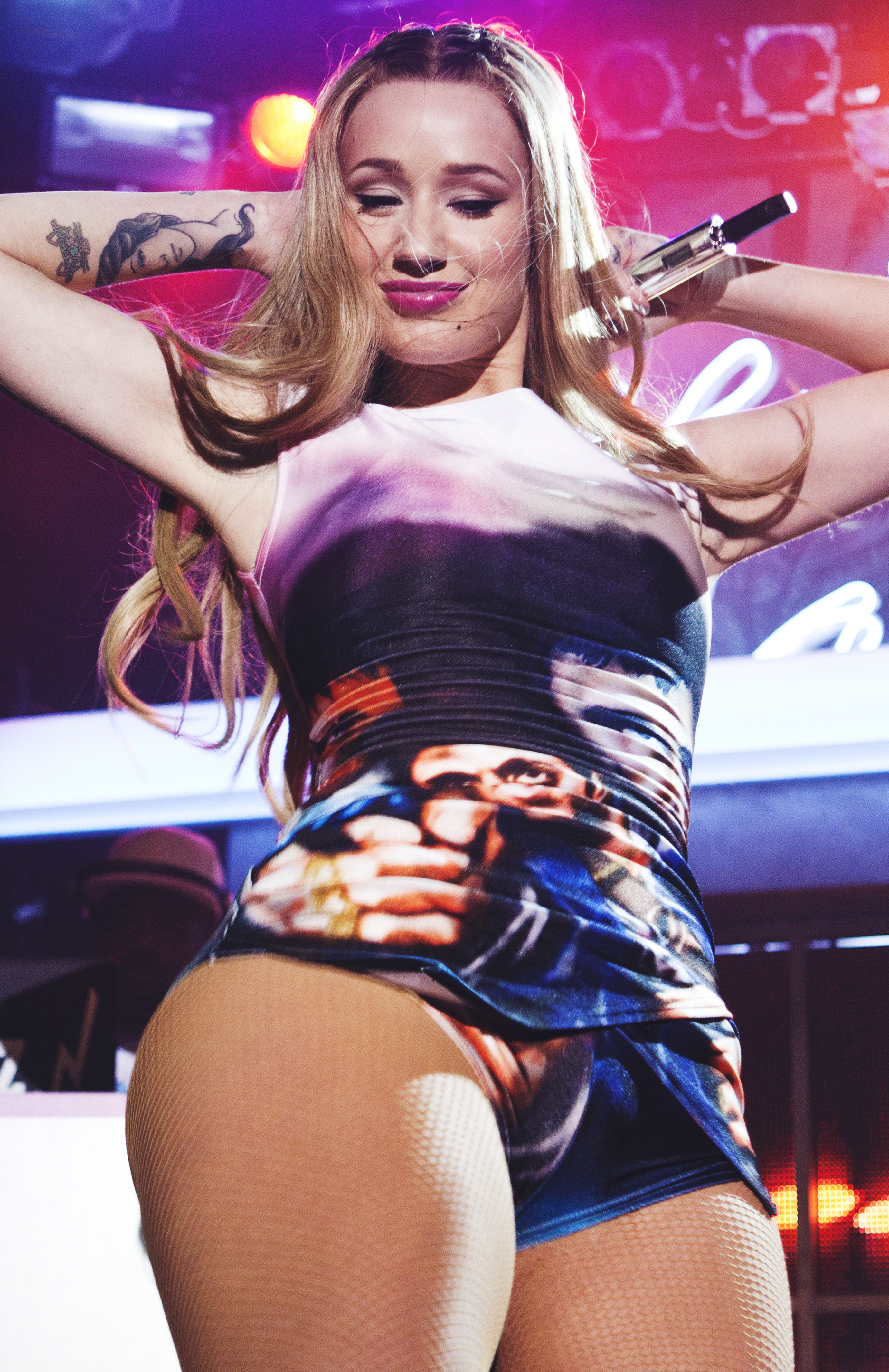
Iggy Azalea sur scène en 2014.

eEn janvier et février 2013, tout en travaillant sur ses singles et sur The New Classic, annoncé pour l'été 2013, Azalea participe au Radioactive Tour de Rita Ora, au Royaume-Uni. Là, elle chante son single Work, la première chanson de son premier album. Le single est diffusé pour la première fois sur BBC Radio 1Xtra le 11 février 2013. Le 13 février 2013, Azalea signe un contrat avec Mercury Records. Le clip vidéo de son single Work est réalisé par Jonas et François, et commercialisé le 13 mars 2013. En mars 2013, Azalea se joint au rappeur de renom Nas, dans sa tournée européenne Life Is Good Tour.
Le 16 mars 2013, Azalea est annoncé pour le concert Chime for Change, programmé pour le 1er juin à Londres, aux côtés de Beyoncé, John Legend et autres. Le 23 avril 2013, Azalea annonce une signature au label Island Def Jam. Le 26 avril 2013, le second single européen d'Azalea, Bounce, est diffusé sur BBC Radio 1. Le single sera utilisé l'année suivante dans la bande-originale du film Vampire Academy. Azalea révèle après, que le second single américain et troisième single international issu de son premier album est intitulé Change Your Life. Azalea confirme également ne pas avoir signé chez Grand Hustle Records.
Le premier album d'Azalea, The New Classic, est commercialisé le 21 avril 2014. Peu après sa parution, l'album débute à la troisième place du Billboard 200, avec 52 000 exemplaires vendus aux États-Unis. The New Classic devient l'album composé par une rappeuse le plus haut placé, depuis Pink Friday: Roman Reloaded de Nicki Minaj en 2012,. Le 28 mai 2014, le quatrième single issu de The New Classic, Fancy, atteint la première place du Billboard Hot 100, et catégorise Azalea comme la quatrième rappeuse solo à atteindre le Hot 100. Le même jour, le single d'Ariana Grande, Problem, avec Azalea, frôle la deuxième place du Hot 100.
"Reclassified", la réédition de son album "The New Classic" est prévue pour le 24 novembre 2014.

### Digital Distortion, Survive the Summeret pause dans sa carrière(2016-2018)
En octobre 2015, Iggy Azalea annonce le titre de son second album, Digital Distortion," mais à ce jour, rien n'a été dévoilé. Iggy Azalea a seulement dit sur un post sur Instagram que l'album était prêt et qu'il sortirait courant 2017. 
Iggy Azalea a annoncé qu'elle se sentait prête à promouvoir son nouvel album.
Elle sort le deuxième single promotionnel Mo Bounce le 24 mars 2017. En mai 2017, la rappeuse annonce sur les réseaux sociaux la sortie de son nouveau single Switch en feat. avec Anitta.
Il y a notamment quelques titres déjà filtrés :
- Azilion (disponible) ;
- Team (disponible) ;
- Mo Bounce (disponible) ;
- 7Teen ;
- Middle man ;
- Elephant ;
- Sexy ft French Montana ;
- Savior ft Verse Simmonds ;
- Switch ft Anitta.

## Vie privée
En juin 2011, Iggy Azalea devient la petite amie d'ASAP Rocky. Elle confirme leur relation amoureuse dans une entrevue en 2012 avec le magazine Vibe. C'est à cette période qu'elle se fait tatouer Live. Love. A$AP, sur ses doigts. En juillet 2012, Rocky annonce leur rupture.
En octobre 2013, Iggy devient la compagne du basketteur des Los Angeles Lakers, Nick Young. En 2014, ils posent ensemble pour la couverture du magazine GQ, afin d'officialiser leur couple,,. Par la suite, ils emménagent ensemble à Tarzana, un quartier de Los Angeles, en novembre 2014. Le 1er juin 2015, le couple se fiance à l'occasion du 30e anniversaire du basketteur,. En mars 2016, le basketteur D'Angelo Russell dévoile une vidéo sur le net où Nick Young avoue avoir trompé Iggy Azalea avec une jeune femme de 19 ans. Malgré cet énorme scandale médiatique, Iggy déclare qu'elle a pardonné les infidélités de son fiancé, et qu'ils envisagent toujours de se marier. Cependant, le 20 juin 2016, Iggy annonce leur séparation sur Instagram,. En juillet 2016, Keonna Green, l'ex-petite amie de Nick Young et maman du fils de celui-ci, confirme qu'elle est enceinte de 22 semaines d'une petite fille et que Nick Young est le père de cet enfant.
En juillet 2016, Iggy Azalea se met en couple avec le rappeur américain French Montana,,, mais ils se séparent au bout de quelques mois de relation. En janvier 2017, elle est sortie avec Ljay Currie, un producteur de musique.
En 2018, elle devient la compagne du rappeur américain, Playboi Carti. Le 10 juin 2020, elle révèle sur ses réseaux sociaux avoir accouché quelques semaines auparavant d'un garçon, prénommé Onyx Kelly puis, en octobre 2020, elle annonce qu'elle élève son fils seule.

## Influences
Bien qu'Iggy ait commencé à rapper à l'âge de 14 ans, elle est influencée par le hip-hop dès l'âge de 11 ans, alors qu'elle écoute Tupac Shakur et sa chanson Baby Don't Cry (Keep Ya Head Up II) : « C'est la chanson qui m'a fait tomber amoureuse de la musique et aussi ce qui a suscité ma fascination pour Tupac qui allait plus tard me faire prendre mon stylo et écrire des chansons. » Dans ses premières interviews, Azalea évoque régulièrement son influence par Shakur : « J'ai été obsédé par Tupac. J’ai eu toutes les photos de Tupac imprimé sur mon mur. » Elle mentionne également Missy Elliott comme inspiration, ainsi que Lil Kim, Gwen Stefani, Madonna et Nicki Minaj. En dehors de la musique, son sens de la mode est influencée par diverses personnes : « En ce qui concerne les personnes dont le style m'intéresse, je dirai Grace Kelly, Gwen Stefani, les Spice Girls, Victoria Beckham, et Fran Drescher. »

## Mannequinat et mode
L'agence de mannequins Elite lui conseille de perdre « quatre pouces de tour de hanche »,, mais elle signe finalement en juin 2012 un contrat avec l'agence Wilhelmina Models. Elle effectue plusieurs séances photo pour divers magazines, dont Dazed & Confused, Complex Magazine, ou Flavor Magazine.
En avril 2012, elle apparait dans un clip musical interactif pour la marque de distribution de prêt-à-porter canadienne SSENSE, vidéo durant laquelle il est possible d'acheter les tenues des participants directement en ligne,,. En septembre 2012, elle est retenue par la marque de jeans Levi's pour être l'égérie publicitaire de la campagne Go Forth,. Elle défile également lors de la Fashion Week de New York, à la même période.
En 2018 elle devient une des égérie de la marque de sous-vêtements Soooraven.[citation nécessaire]

## Discographie

### Albums studio
| Titre              | Détails de l'album                                                 |
| ------------------ | ------------------------------------------------------------------ |
| The New Classic    | - Sortie : 14 avril 2014 - Labels : Virgin EMI, Island Def Jam     |
| Reclassified       | - Sortie : 24 octobre 2014 - Labels : Virgin EMI, Island Def Jam   |
| Digital Distortion | - Sortie : Annulé - Labels : Island Def Jam, Universal Music Group |
| In My Defense      | - Sortie : 19 juillet 2019 - Labels : Bad Dreams, Empire           |

### EP
| Titre              | Détails de l'album                                                                |
| ------------------ | --------------------------------------------------------------------------------- |
| Glory              | - Sortie : 30 juillet 2012 - Label : Grand Hu - Format : Téléchargement numérique |
| 4 My Ratz          | - Sortie : 7 novembre 2017 - Label : Roc Nation - Format : Téléchargement Gratuit |
| Survive The Summer | - Sortie : 3 août 2018 - Label : Island Records - Format : Achat numérique        |

### Mixtapes
| Titre        | Détails de l'album                                                           |
| ------------ | ---------------------------------------------------------------------------- |
| Ignorant Art | - Sortie : 27 septembre 2011 - Label : Autoédition - Format : Téléchargement |
| TrapGold     | - Sortie : 11 octobre 2012 - Label : Grand Hustle - Format : Téléchargement  |

## Filmographie
- 2015 : Fast and Furious 7 (Furious 7)[76]
- 2017 : Dare To Live (Série MTV).

## Parodies
Sa chanson Fancy s'est fait parodier de nombreuses fois, notamment par Miranda Sings alias Colleen Ballinger et Bart Baker.

## Distinctions

### Lauréate

#### 2013
- Attitude Magazine Awards : Breakthrough Artist
- BBC Radio 1Xtra Hot Summer Awards : Hottie of the Summer
- 4Music Video Honours : Best Breakthrough

#### 2014
- American Music Awards : Favorite Artist - Rap/Hip-Hop
- American Music Awards : Favorite Album - Rap/Hip-Hop (pour The New Classic)
- Apple's Best Of 2014 : Song Of The Year (pour Fancy feat. Charli XCX)
- Aria Music Awards : Breakthrough Artist - Release (pour The New Classic)
- BET Hip-Hop Awards : Who Blew Up Award
- Billboard.com Mid-Year Awards : Breakout Star
- Billboard.com Mid-Year Awards : Favorite No. 1 Hot 100 Song (pour Fancy feat. Charli XCX)
- Billboard.com Mid-Year Awards : Best Music Video (pour Fancy feat. Charli XCX)
- Billboard.com Mid-Year Awards : Best Televised Performance (pour Problem (Ariana Grande feat. Iggy Azalea)) (aux Billboard Music Awards 2014))
- Billboard Women in Music Awards : Chart-Topper
- Capricho Awards : Best International Hit (pour Problem (Ariana Grande feat. Iggy Azalea))
- Capricho Awards : Best Collaboration (pour Problem (Ariana Grande feat. Iggy Azalea))
- MTV Europe Music Awards : Best Song (pour Problem (Ariana Grande feat. Iggy Azalea))
- MTV Video Music Awards : Best Pop Video (pour Problem (Ariana Grande feat. Iggy Azalea))
- Teen Choice Awards : Choice R&B/Hip-Hop Artist
- Teen Choice Awards : Choice R&B/Hip-Hop Song (pour Fancy feat. Charli XCX)
- Teen Choice Awards : Choice Single Female Artist (pour Problem (Ariana Grande feat. Iggy Azalea))
- The Boombox Fan Choice Awards : Hip-Hop Video of the Year (pour Change Your Life feat. T.I.)
- Young Hollywood Awards : Song of the Summer/DJ Replay (pour Fancy feat. Charli XCX)
- 4Music Video Honours : Best Girl

#### 2015
- ASCAP Pop Music Awards : Most Performed Songs (pour Fancy feat. Charli XCX, Problem (Ariana Grande feat. Iggy Azalea) & Black Widow feat. Rita Ora)
- ASCAP Rhythm & Soul Music Awards : Award Winning R&B/Hip-Hop Songs (pour Fancy feat. Charli XCX & No Mediocre (T.I. feat. Iggy Azalea))
- ASCAP Rhythm & Soul Music Awards : Award Winning Rap Songs (pour Fancy feat. Charli XCX & No Mediocre (T.I. feat. Iggy Azalea))
- Billboard Music Awards : Top Streaming Artist
- Billboard Music Awards : Top Rap Artist
- Billboard Music Awards : Top Rap Song (pour Black Widow feat. Rita Ora)
- BMI London Awards : Award-Winning Songs (pour Fancy feat. Charli XCX & Beg For It feat. MØ)
- BMI Pop Awards : Publisher of the Year (pour Fancy feat. Charli XCX)
- BMI Pop Awards : Award-Winning Songs (pour Fancy feat. Charli XCX)
- BMI Pop Awards : (pour Black Widow feat. Rita Ora)
- BMI Urban Awards : Publisher of the Year (pour Beg For It feat. MØ & Fancy feat. Charli XCX)
- BMI Urban Awards : Most Performed R&B/Hip-Hop Songs (pour Black Widow feat. Rita Ora, No Mediocre (T.I. feat. Iggy Azalea), Fancy feat. Charli XCX & Beg For It feat. MØ)
- NME Awards : Dancefloor Filler (pour Fancy feat. Charli XCX)
- People's Choice Awards : Favorite Hip-Hop Artist
- Radio Disney Music Awards : Song Of The Year (pour Problem (Ariana Grande feat. Iggy Azalea))
- Teen Choice Awards : Choice Movie Action (pour sa participation à la bande-originale de Fast and Furious 7)

#### 2016
- GQ Australia Men of the Year Awards : Woman of the Year
- RTHK International Pop Poll Awards : Best Selling OST (pour sa participation à la bande-originale de Fast and Furious 7)

### Nominations

#### 2012
- mtvU Woodie Awards : Breakthrough Woodie
- O Music Awards : Best Web-Born Artist

#### 2013
- Channel V Australia : V Oz Artist of the Year
- MOBO Awards : Best International Act
- MTV Europe Music Awards : Best Push Act
- MTV Europe Music Awards : Best Australian Act
- MTV Video Music Awards : Artist To Watch (pour Work)
- UK Music Video Awards : Best Urban Video (pour Work)
- UK Music Video Awards : Best Styling in a Video (pour Work)

#### 2014
- American Music Awards : Artist of The Year
- American Music Awards : New Artist of The Year
- American Music Awards : Favorite Female Artist - Pop/Rock
- American Music Awards : Single of The Year (pour Fancy feat. Charli XCX)
- Aria Music Awards : Best Female Artist
- Aria Music Awards : Best Urban Album (pour The New Classic)
- Aria Music Awards : Best Song (pour Fancy feat. Charli XCX)
- BET Awards : Best Female Hip-Hop Artist
- BET Hip-Hop Awards : Best Hip-Hop Video (pour Fancy feat. Charli XCX)
- BET Hip-Hop Awards : People's Champ Award (pour Fancy feat. Charli XCX)
- Billboard.com Mid-Year Awards : First Half MVP
- Billboard.com Mid-Year Awards : Best Style
- Billboard.com Mid-Year Awards : Best Music Video (pour Problem (Ariana Grande feat. Iggy Azalea))
- Capricho Awards : Best International Video (pour Fancy feat. Charli XCX)
- Capricho Awards : Best International Hit (pour Fancy feat. Charli XCX)
- Capricho Awards : International Breakthrough Act
- Channel V Australia : V Oz Artist of the Year
- Cosmopolitan Fun Fearless Female Awards : Favourite Singer
- MOBO Awards : Best International Act
- MP3 Music Awards : The BFV Award Best / Female / Vocalist (pour Booty (Jennifer Lopez feat. Iggy Azalea))
- MTV Europe Music Awards : Best Australian Act
- MTV Europe Music Awards : Best Hip Hop
- MTV Europe Music Awards : Best Look
- MTV Europe Music Awards : Best Video (pour Black Widow feat. Rita Ora)
- MTV Millennial Awards : Hit of the Year (pour Problem (Ariana Grande feat. Iggy Azalea))
- MTV Video Music Awards : Video of the Year (pour Fancy feat. Charli XCX)
- MTV Video Music Awards : Best Female Video (pour Fancy feat. Charli XCX)
- MTV Video Music Awards : Best Art Direction (pour Fancy feat. Charli XCX)
- MTV Video Music Awards : Best Collaboration (pour Problem (Ariana Grande feat. Iggy Azalea))
- MTV Video Music Awards : Best Female Video (pour Problem (Ariana Grande feat. Iggy Azalea))
- MTV Video Music Awards : Best Lyric Video (pour Problem (Ariana Grande feat. Iggy Azalea))
- mtvU Woodie Awards : Best Video Woodie (pour Bounce)
- MuchMusic Video Awards : International Video of the Year (pour Fancy feat. Charli XCX)
- NewNowNext Awards : Best New Female Musician
- NRJ Music Awards : Révélation internationale de l'année
- NRJ Music Awards : Chanson internationale de l'année (pour Problem (Ariana Grande feat. Iggy Azalea))
- Soul Train Music Awards : Best Hip-Hop Song of The Year (pour Fancy feat. Charli XCX & No Mediocre (T.I. feat. Iggy Azalea))
- Teen Choice Awards : Candie's Choice Style Icon
- Teen Choice Awards : Choice Summer Music Star: Female
- Teen Choice Awards : Choice Summer Song (pour Fancy feat. Charli XCX)
- Teen Choice Awards : Choice Single Female Artist (pour Fancy feat. Charli XCX)
- UK Music Video Awards : Best Urban Video (pour Change Your Life feat. T.I.)
- UK Music Video Awards : Best Styling in a Video (pour Fancy feat. Charli XCX)
- Urban Music Awards : Best International Artist
- Young Hollywood Awards : Hottest Music Artist
- Young Hollywood Awards : Song of the Summer/DJ Replay (pour Problem (Ariana Grande feat. Iggy Azalea))

#### 2015
- Aria Music Awards : Best Song (pour Trouble feat. Jennifer Hudson)
- BET Awards : Best Female Hip-Hop Artist
- Billboard.com Mid-Year Awards : Hottest Couple (pour sa relation avec Nick Young)
- Billboard.com Mid-Year Awards : Most Buzzed-About Moment (pour Pretty Girls (Britney Spears feat. Iggy Azalea))
- Billboard Music Awards : Top New Artist
- Billboard Music Awards : Top Female Artist
- Billboard Music Awards : Top Hot 100 Artist
- Billboard Music Awards : Top Digital Songs Artist
- Billboard Music Awards : Billboard Chart Achievement Award
- Billboard Music Awards : Top Rap Album (pour The New Classic)
- Billboard Music Awards : Top Hot 100 Song (pour Fancy feat. Charli XCX)
- Billboard Music Awards : Top Streaming Song (Audio) (pour Fancy feat. Charli XCX)
- Billboard Music Awards : Top Rap Song (pour Fancy feat. Charli XCX)
- Glamour Women of the Year Awards : International Musician/Solo Artist
- Glamour Women of the Year Awards : NEXT Breakthrough
- Grammy Awards : Best New Artist
- Grammy Awards : Record of the Year (pour Fancy feat. Charli XCX)
- Grammy Awards : Best Pop Duo/Group Performance (pour Fancy feat. Charli XCX)
- Grammy Awards : Best Rap Album (pour The New Classic)
- iHeartRadio Music Awards : Artist of the Year
- iHeartRadio Music Awards : Best New Artist
- iHeartRadio Music Awards : Renegade
- iHeartRadio Music Awards : Best Collaboration (pour Fancy feat. Charli XCX & Problem (Ariana Grande feat. Iggy Azalea))
- International Dance Music Awards : Best Rap/Hip Hop/Trap Dance Track (pour Fancy feat. Charli XCX)
- International Dance Music Awards : Best Commercial/Pop Dance Track (pour Booty (Jennifer Lopez feat. Iggy Azalea))
- MTV Europe Music Awards : Best World Stage (pour le "Wireless Festival" à Londres en 2014)
- MTV Italia Awards : Best Artist From The World
- MTV Video Music Awards Japan : Best Female Video – International (pour Problem (Ariana Grande feat. Iggy Azalea))
- MuchMusic Video Awards : Most Buzzworthy International Artist or Group (pour Black Widow feat. Rita Ora)
- Nickelodeon Kids' Choice Awards : Favorite Song of the Year (pour Fancy feat. Charli XCX & Problem (Ariana Grande feat. Iggy Azalea))
- Nickelodeon Kids' Choice Awards : Favorite New Artist
- Nickelodeon Kids' Choice Awards : Favorite Aussie/Kiwi Music Act
- People's Choice Awards : Favorite Female Artist
- Teen Choice Awards : Choice Female Artist
- Teen Choice Awards : Choice R&B/Hip-Hop Artist
- Teen Choice Awards : Choice Song: Female & Choice Music: Collaboration (pour Pretty Girls (Britney Spears feat. Iggy Azalea))
- The Boombox Fan Choice Awards : Hip-Hop Video of the Year (pour Fancy feat. Charli XCX)
- The Boombox Fan Choice Awards : Hip-Hop Song of the Year (pour Fancy feat. Charli XCX)
- The Boombox Fan Choice Awards : R&B Video of the Year (pour Booty (Jennifer Lopez feat. Iggy Azalea))

#### 2016
- Teen Choice Awards : Choice R&B/Hip-Hop Artist
- Teen Choice Awards : Choice R&B/Hip-Hop Song (pour Team)

#### 2017
- MuchMusic Video Awards : Most Buzzworthy International Artist or Group (pour Mo Bounce)
- Top Music Universe Awards : Song of Hip-Hop of the Year (pour Switch feat. Anitta)

#### 2018
- Trending Music Awards : Best Hip-Hop/Rap Artist
- Trending Music Awards : Best Song (pour Switch feat. Anitta)
- Trending Music Awards : Best Video (pour Savior feat. Quavo)